# 1817 en France
Chronologie de la France
- 1813
- 1814
- 1815
- 1816
- 1817
- 1818
- 1819
- 1820
- 1821

Cette page concerne l'année 1817 du calendrier grégorien.

## Événements

### Janvier
- 6-13 janvier : troubles aux Andelys[1].
- 8 janvier : ordonnance interdisant l'introduction d'esclaves noirs dans les colonies françaises[2].
- 13 janvier : troubles sur le marché de Tournan, en Seine-et-Marne[1].
- 13-14 janvier : des boulangeries sont enfoncées dans les quartiers populaires de Rouen ; le 15 janvier, deux voitures de grains sont arrêtées à Bondeville et leur contenu taxé par la foule. Des incidents relatifs à la disette se produisent dans l'arrondissement de Rouen à Le Houlme, le 17 janvier, à Pavilly, à Deville[1].
- 13-18 janvier : troubles dans l'arrondissement d'Yvetot ; la foule s'empare du blé à la halle de Fauville le 17 janvier. Le lendemain, des soldats envoyés en prévision de troubles sont lapidés et deux manifestants tués à Doudeville ; la foule chasse les soldats de ville, saccage la mairie et pille la halle aux grains. Des troubles analogues ont lieu à Cany-Barville le 13 janvier, à Valmont, à Sauville, à Yerville et à Yvetot[1].
- 16 janvier : émeute du marché de Gisors où 1 200 à 1 500 personnes pillent les grains[1].
- 17 janvier : ouverture de l'École polytechnique, recréée par Louis XVIII sous le nom d'école royale polytechnique, après sa réorganisation en 1816[3].
- 18 janvier : l'agitation gagne l'arrondissement de Dieppe ; à Bacqueville, le blé et le pain sont taxés au prix que les acheteurs veulent bien en donner. Une voiture de blé est pillée aux Grandes-Ventes le 19 janvier[1].
- 19 janvier :
  - troubles à Fleury-sur-Andelle[1].
  - Pasquier est nommé garde des sceaux en remplacement de Dambray[4].
- 21 janvier : la foule des acheteurs mécontents se fait livrer le blé au marché de Duclair à 21 franc l'hectolitre ; le 23 janvier, le préfet doit assister à la vente des grains avec la force publique[1].
- 22 janvier : désordres au marché de Fécamp face à la pénurie de blé ; troubles à Neubourg dans l'Eure et à Marines (Val-d'Oise) en Seine-et-Oise où le blé est taxé à 30, 36 et 40 francs l'hectolitre sans qu'aucune violence ne soit exercée[1].
- 23 janvier : troubles dans l'Eure à Lyons-la-Forêt, entre Thil et Étrépagny, à Nojon[1].
- 25 janvier : une troupe armée pille des voitures de blé près de Cormeilles dans Eure, puis le 27 janvier à Saint-Georges-du-Vièvre[1].
- 30 janvier :
  - troubles à Bernay dans l'Eure. Après l’échec qu'un coup de main sur le marché, les émeutiers se répandent dans les campagnes environnantes où ils tentent de piller une ferme. Plusieurs sont blessés par les cuirassiers qui les ont pris en chasse[1].
  - deux ou trois cents bûcherons armés de bâtons réclament des secours au maire de Villers-Cotterêts dans l'Aisne ; ce-dernier parvient à les dissiper[1].

### Février
- 1er février : des troubles de subsistances éclatent à Reims ; le grain est taxé à moitié prix et les insurgés sont pendant quelque temps maîtres de la ville. Une femme qui a été arrêtée par les gardes nationaux est délivrée[1].
- 5 et 7 février : retour au calme au marché aux grains de Rouen ; la situation s’apaise en Basse-Normandie[1].
- 5 février : nouvelle loi électorale censitaire (réservé aux personnes payant un certain niveau d'impôts)[5] ; moins de 90 000 Français peuvent voter.
- 12 février : loi suspensive de la liberté individuelle[4]. Les personnes prévenues de complots ou de machinations contre la personne du roi, les membres de la famille royale ou la sûreté de l'État peuvent être arrêtées et détenues sur ordre du président du conseil des ministres et du ministre de la police sans qu'il y ait nécessité de les traduire devant les tribunaux.
- 28 février :
  - convention de commerce avec le royaume des Deux-Siciles[6].
  - loi imposant une autorisation du roi pour la publication de tous les journaux ou écrits périodiques[4].

### Mars
- 3 mars : pour avoir abandonné sa frégate La Méduse, ses passagers et son équipage, le commandant Hugues Duroy de Chaumareys est condamné à trois ans de prison[7].

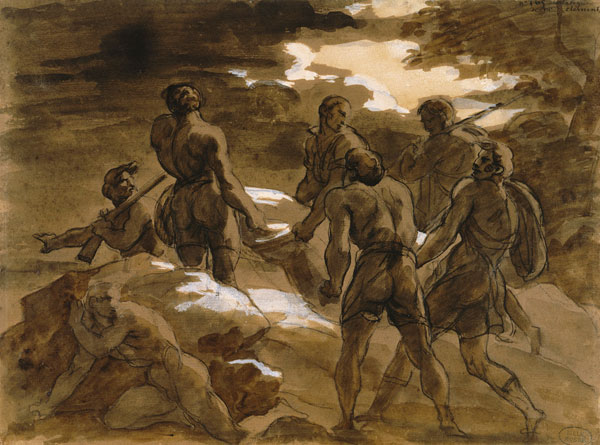
Théodore Géricault - Les Assassins portent le corps de Fualdès vers l'Aveyron.

- 19 mars : assassinat de l'ancien procureur impérial Antoine Bernardin Fualdès, dont le corps est retrouvé flottant dans l'Aveyron, point de départ de la célèbre affaire Fualdès, qui a un énorme retentissement à travers toute la France et l'Europe[8].
- 25 mars : loi de finance. le comte Corvetto, ministre des finances, recours à l'emprunt auprès de banques étrangères, comme Baring et Hope, pour boucler le budget[9].
- 26 mars : clôture de la session parlementaire[4].

### Avril
- 1er avril : le duc de Richelieu obtient une réduction d’un cinquième des effectifs d’occupation ; ils sont ramenés de 150 000 à 120 000 hommes, soit un allégement de 30 millions pour le budget de l’État[10].
- 14 avril : révolte de 600 tisseurs de coton qui réclament des hausses de salaires à Flavy-le-Martel[1].

### Mai
- 1er mai : troubles à  Saint-Pierre-le-Moûtier dans la Nièvre ; l'agitation gagne Bourbon-l'Archambault, Souvigny et le canton d'Huriel dans l'Allier ; les taxations forcées des grains s'opèrent dans le calme, sans pillage. Le calme revient au milieu du mois[1].
- 2 mai : un rassemblement de 1 000 à 1 200 personnes taxe le blé à 34 francs l'hectolitre à Brunehamel dans l'Aisne. Agitation à Chauny, Vervins et Guise[1].
- 6 mai : procès de l'affaire Randon, complot bonapartiste à Bordeaux ; la cour d'assises fait comparaitre vingt-huit personnes pour complot contre la sûreté de l’État. Elle prononce six condamnations à mort ; Maury, Lhote et Théron obtiennent une commutation de peine à vingt ans de réclusion. Randon, Cassaignes et Bédrines sont exécutés le 6 juillet[11].
- 7-8 mai : un soulèvement se produit à Digoin en Saône-et-Loire[1].
- 8 mai : une sédition populaire éclate à Bellême, provoquée par les bûcherons des forêts de Bellême et de Tourouvre et par les forgerons de Randonnay, sans que la garde nationale n'intervienne. C'est vers cette époque que se produit sans doute l'insurrection de Domfront, sanctionnée le 22 mai par plusieurs exécutions[1].
- 17 mai-5 juin : les émeutes liées à la crise frumentaire atteignent leur paroxysme dans l'Aube[1].
- 24 mai : en Seine-et-Marne), des grains sont taxés et pillés à Provins, à Coulommiers et à Montereau le 28 mai[1].

- 27 mai : pillage à La Loupe, en Eure-et-Loir[1].
- 29 mai : un convoi de grain charentais allant à Limoges est attaqué par la population de Saint-Junien en Haute-Vienne et distribué à 20 francs l’hectolitre. Le sous-préfet de Rochechouart ne parvient à rétablir l'ordre qu'après une charge de cavalerie[1].
- 30 mai : incidents au marché de Châtillon-sur-Seine ; émeute et pillages à Sens ; à Villenauxe le peuple de la campagne se réunit à celui de la ville, taxe le grain et pille plusieurs maisons[1].
- 31 mai :
  - troubles à Nogent-sur-Seine et Bar-sur-Aube[1].
  - pillages et affrontements avec les gendarmes et les chasseurs à cheval à Villeneuve-l'Archevêque ; les soldats tirent dans la foule et blessent grièvement un homme quand les insurgés délivrent deux prisonniers. Le mouvement se propage les jours suivants dans les campagnes de l'Yonne. Sens est barricadée (1er juin). Decazes fait dégager la ville par deux cents hussards et cinq cents fantassins de la garde. Les soldats parviennent à rétablir l'ordre, et le marché de Sens du 2 juin se déroule dans le calme grâce à leur présence face à 3 000 paysans armés de bâtons et de fusils[1].

### Juin
- 2-3 juin : à Thiers dans le Puy-de-Dôme des paysans attaquent un convois de blé qui se dirige vers Lyon ; ils attaquent des soldats et deux personnes sont tuées, trois blessées[1].
- 2-5 juin : les autorités sont débordées dans l'arrondissement de Troyes ; de nombreux attroupements se forment le 3 juin dans les cantons d'Aix-en-Othe et d'Estissac, et des collisions avec la troupe se produisent. Le 5 juin, des bandes de pillards se portent sur Maray, Ervy, Sommeval, Chamoy, Davrey, Auxon... Une troupe d’insurgés qui marche sur Troyes pour prendre la ville est mise en fuite après un combat avec la Garde nationale à cheval.
- 3-4 juin : la population d'Essonnes réclame la taxation du blé. Les révoltés se rassemblent et 4 à 5 000 personnes se rendent maîtres de Château-Thierry, pillent les magasins de grains et les bateaux chargés de froment et de farines ; l’insurrection gagne les campagnes environnantes le lendemain et les troupes venus de Soissons tirent sur la foule, faisant deux morts et sept ou huit blessés. Les saccages continuent, un meunier est assassiné. Le 10 juin les révoltés pillent Chauny et ses environs ; la troupe intervient, deux personnes sont tuées, plusieurs blessées[1].
- 4 juin : rassemblement à Saint-Quentin contre la cherté du blé. Émeute à Montargis ; la foule taxe une voiture de farine, désarme les gardes nationaux, enfonce les portes de l'église, sonne le tocsin, assiège le sous-préfet dans le clocher, pillet la maison d'un meunier et délivre un mendiant de la prison[1].
- 6-7 juin : troubles à Gien et à Pithiviers dans le Loiret ; deux bateaux chargés de grains sont pillés sur le canal d'Orléans près de Lorris le 7 juin[1].
- 8 juin : échec d'un prétendu « complot bonapartiste » à Lyon et dans plusieurs communes du département du Rhône[12].

- 11 juin : projet de concordat rétablissant les sièges épiscopaux; devant l'opposition des Chambres, le projet est retiré puis repris partiellement dans la loi du 4 juillet 1821[14].
- 15-16 juin : deux ou trois cents personnes armées tentent de s'emparer de grains dans la nuit à Arques dans le Pas-de-Calais. Deux adolescents de 16 et 17 ans sont tués par les soldats[1].
- 23 juin : Gouvion-Saint-Cyr est nommé ministre de la marine[4].
- 30 juin : Louis XVIII fait transporter les cendres de Louis VII à la basilique Saint-Denis, nécropole des rois de France.

### Août
- 8 août : Anne Louis Henri de La Fare, ancien évêque de Nancy et ancien député aux États généraux de 1789 est nommé archevêque de Sens[15].
- 25 août : ordonnance royale relative à l'institution des majorats attachés à la pairie[4].
- 28 août : convention signée a Paris entre le Portugal et la France pour la restitution de la Guyane française et la fixation des limites de la Guyane portugaise[4].

### Septembre
- 12 septembre : remaniement ministériel. Gouvion-Saint-Cyr remplace Clarke à la Guerre[9].
- 20 septembre : élections législatives partielles ; succès des libéraux[16]. Recul des ultras au profit des indépendants de 1817 à 1819.

### Octobre
- 4 octobre : procés devant la cour d'assises de la Seine de neuf individus impliqués dans la conspiration dite de l'épingle noire. Leur but, suivant l'acte d'accusatioin, était de surprendre la forteresse de Vincennes et de renverser les Bourbons. Ils sont acquittés[17].

### Novembre
- 5 novembre : séance royale pour l'ouverture des Chambres[4].

### Décembre
- 30 décembre : loi prorogeant l'obligation d'une autorisation préalable pour la publication des journaux et écrits périodiques[4].
- 31 décembre : ordonnance réorganisant les écoles militaires. Elle fonde l'école spéciale militaire de Saint-Cyr et réunit à La Flèche les deux écoles préparatoires[18].